# Майкес, Исидоро
Исидоро Майкес (исп. Isidoro Máiquez ; 17 марта 1768, Картахена — 18 марта 1820, Гранада) — испанский актёр, считается одним из лучших актёров своего времени, театральный деятель.

## Биография
Родился в актёрской семье, сын комика. Профессионального образования не получил, рано начал карьеру на провинциальных сценах в период упадка испанской театральной культуры, ориентированной главным образом на французские образцы.
С 1791 года выступал в «Театро дель Принсипе» в Мадриде; был партнёром ведущих актрис Марии дель Росарио Фернандес (Ла Тирана) и Р. Луны, исполняя комические и трагические роли. В 1799—1801 годах учился в Париже у Ф. Ж. Тальма, чьё влияние определило дальнейший творческий путь и репертуарные приоритеты Майкеса.
По возвращении в Мадрид в 1801 возглавил труппу оперно-драматического театра «Каньос дель Пераль», был постановщиком ряда спектаклей, обновил репертуар, сценографию и театральную технику. Уже первые спектакли с его участием — «Жизнь есть сон» Кальдерона (1801), «Отелло» и «Макбет» Шекспира (1802) вызвали интерес к творчеству Майкеса. В 1805—1818 годах (с перерывами) руководил труппой театра «Принсипе». Принял участие в национальном движении против французских оккупантов в мае 1808 г. Из-за своих либеральных убеждений неоднократно вступал в конфликты с властями, подвергался репрессиям, запретам на выступления, был арестован и выслан во Францию, но вскоре амнистирован. После реставрации монархии подвергался преследованиям за демократические убеждения.
К числу лучших его работ относятся главные роли в трагедиях В. Альфьери [«Полиник», «Брут Старший» («Свободный Рим») и др.], Вольтера («Заира», «Меропа»), П. Корнеля («Сид», «Цинна»), А. В. Арно («Оскар, сын Оссиана», «Бланш и Монкассен, или Венецианцы»). Выступал также в классических переделках испанских драм «золотого века» («Лучший алькальд — король» Лопе Ф. де Веги Карпьо). Крупнейшей удачей в современной испанской драме стала роль зачинателя Реконкисты короля Пелайо («Пелайо» М. Х. Кинтаны). Созданные им образы отличались яркой индивидуализацией.
В 1807 году его портрет написал Гойя.
В последние годы страдал душевной болезнью.